# Ålands Innebandyförbund
Ålands Innebandyförbund bildades 1992. Före det hade innebandyn varit en sektion under Ålands bolldistrikt. 

## Historia

### Före ÅBIF
1982/1983 spelades de första innebandy serierna på Åland. Det fanns två varianter en på små mål som organiserades av spelarna själva med Bolla Bolla i spetsen. Den andra varianten spelade på handbollsmål på handbolls plan och organiserades av Ålands motionsförbund. 
Åland var tidigt ute och den första landskampen som spelades utanför Sverige var mellan Sverige och Finland och spelades i Vikingahallen i Jomala 25-26 oktober 1986. I det finska landslaget fanns flera åländska spelare Henrik "Voima" Johansson, Leif Nordlund, Guy Schauman, Peter "Pekka" Lindström och målvakten Lennart Ekström. Sverige vann första matchen med 4-1, men Finland vann den andra med 3-2, som även är den första förlusten för ett svenskt landslag i innebandy.
1987 fick innebandy en egen organisation under Ålands bolldistrikt och Lasse Karlsson blev dess första ordförande. Under samma år startades Tournament of Åland. 
Innebandyn på Åland växte i slutet på 80-talet och blev snabbt en populär sport på Åland. 
1989 hade Åland igen fem landslagsspelare, målvakten Lennart Ekström var kvar från 1987, men de fyra nya var backarna Guy Börman, Jani Westerlund, mittfältaren Mats Adamczak och anfallaren Peter Wiklöf. Adamczak blev den första ålänningen att göra mål i det finska landslaget. 
1990 Åland spelade egna "Landskamper" mot Norge, både för damer och herrar. Herrarna vann fem och spelade en oavgjord. 

### ÅIBF bildas
1992 Mats Adamczak blev ny ordförande och det första han gjorde var att bilda Ålands Innebandyförbund. Jan Tuominen anställdes och blev förbundets första verksamhetsledare. 
1995 BK NGD damlaget spelar i FM-ligan och de åländska herrarna gör en gemensam satsning i det ihopslagna laget Ålandsbanken Sport Club, som bildades av IF Start och VÅSC. Åland har fortfarande landslag spelare både på dam- och herrsidan, samt flera utlandsproffs i Schweiz. 
1997 Åland står i maj värd för världens för dam världsmästerskap . Adamczak var VM-General för världens första dam mästerskap i Innebandy på Åland 1997 . I samband med dam VM 97 togs världens första innebandy frimärke fram och premiärutgivningen var den 3 maj 1997 samma dag som VM startade. Innebandy frimärket var en av huvudorsakerna varför Åland fick arrangera mästerskapet. Till VM ville ålänningarna använda nyteknik så det gjorde en officiell webbsida som hanterade resultatservicen för media .
Mats Adamczak stiger av som ordförande och blir ersatt av Niklas Wiklund
1998 Baltichallen invigdes med en landskamp mellan Finland och Schweiz. För Finland spelade ålänningarna Hannes Öhman, Thomas "Pitchi" Lundberg och Niklas Isaksson. Schweiz coachades av ålänningen Jani Westerlund och därmed den andra åländska förbundskaptenen efter Peter "Pekka" Lindström som var Norges förbundskapten i början på 1990-talet.

## Ordförande
- Mats Adamczak (1992-1997)
- Niklas Wiklund (1997-1998)
- Peter Wiklöf (1999-2005)
- Jan Tuominen (2005-2012)
- Sarah Holmberg (2012-2016)
- Mikael Larsson (2016-2018)
- Kim Berglund (2018-)

## Mästerskap
Åland har arrangerat följande internationella seniormästerskap. Matcherna spelades på två orter.
Dam Innebandy VM 1997
- Islandia (Mariehamn)
- Godbyhallen (Finström)

## Officiella landskamper på Åland
Landskamper som organiserats av ÅIFB i samråd med FIBF 
Vikingahallen (Jomala) 
25 oktober 1986 Finland - Sverige 1-4 
26 oktober 1986 Finland - Sverige 3-2
Godbyhallen (Finström)
21 februari 1992 Finland - Norge 12-2
22 februari 1992 Finland - Norge 7-0
Baltichallen (Mariehamn)
7 november 1998 Finland Schweiz 5-3
8 november 1998 Finland Schweiz 5-3

## Turneringar
Tournament of Åland 1987-2016, 2018 -